# Partecipanti al Tour de France 2013
Elenco dei partecipanti al Tour de France 2013.
Alla corsa prendono parte ventidue squadre: le diciannove iscritte all'UCI World Tour 2013 e tre squadre invitate: la Cofidis, la Sojasun e il Team Europcar, tutte di categoria UCI Professional Continental, per un totale di 198 corridori partenti da Porto-Vecchio; coloro che giunsero al traguardo di Parigi furono 169.

## Corridori per squadra
Nota: R ritirato, NP non partito, FT fuori tempo
| Sky Procycling         | Sky Procycling         | Sky Procycling         | AG2R La Mondiale           | AG2R La Mondiale           | AG2R La Mondiale           | Belkin Pro Cycling | Belkin Pro Cycling    | Belkin Pro Cycling |
| ---------------------- | ---------------------- | ---------------------- | -------------------------- | -------------------------- | -------------------------- | ------------------ | --------------------- | ------------------ |
| 1                      | Chris Froome           | 1º                     | 81                         | Jean-Christophe Péraud     | R 17ª                      | 161                | Lars Boom             | 105º               |
| 2                      | Edvald Boasson Hagen   | NP 13ª                 | 82                         | Romain Bardet              | 15º                        | 162                | Robert Gesink         | 26º                |
| 3                      | Peter Kennaugh         | 77º                    | 83                         | Maxime Bouet               | NP 6ª                      | 163                | Tom Leezer            | 150º               |
| 4                      | Vasil' Kiryenka        | FT 9ª                  | 84                         | Samuel Dumoulin            | 143º                       | 164                | Bauke Mollema         | 6º                 |
| 5                      | David López García     | 127º                   | 85                         | Hubert Dupont              | 34º                        | 165                | Lars Petter Nordhaug  | 50º                |
| 6                      | Richie Porte           | 19º                    | 86                         | John Gadret                | 22º                        | 166                | Bram Tankink          | 64º                |
| 7                      | Kanstancin Siŭcoŭ      | 90º                    | 87                         | Blel Kadri                 | 125º                       | 167                | Laurens ten Dam       | 13º                |
| 8                      | Ian Stannard           | 135º                   | 88                         | Sébastien Minard           | 124º                       | 168                | Sep Vanmarcke         | 131º               |
| 9                      | Geraint Thomas         | 140º                   | 89                         | Christophe Riblon          | 37º                        | 169                | Maarten Wynants       | 132º               |
| Cannondale Pro Cycling | Cannondale Pro Cycling | Cannondale Pro Cycling | Team Saxo-Tinkoff          | Team Saxo-Tinkoff          | Team Saxo-Tinkoff          | Garmin-Sharp       | Garmin-Sharp          | Garmin-Sharp       |
| 11                     | Peter Sagan            | 82º                    | 91                         | Alberto Contador           | 4º                         | 171                | Ryder Hesjedal        | 70º                |
| 12                     | Maciej Bodnar          | 114º                   | 92                         | Daniele Bennati            | 107º                       | 172                | Jack Bauer            | R 19ª              |
| 13                     | Alessandro De Marchi   | 71º                    | 93                         | Jesús Hernández            | 43º                        | 173                | Tom Danielson         | 60º                |
| 14                     | Ted King               | FT 4ª                  | 94                         | Roman Kreuziger            | 5º                         | 174                | Rohan Dennis          | NP 9ª              |
| 15                     | Kristijan Koren        | 100º                   | 95                         | Benjamín Noval             | R 9ª                       | 175                | Daniel Martin         | 33º                |
| 16                     | Alan Marangoni         | 111º                   | 96                         | Sérgio Paulinho            | 136º                       | 176                | David Millar          | 113º               |
| 17                     | Moreno Moser           | 94º                    | 97                         | Nicolas Roche              | 40º                        | 177                | Ramūnas Navardauskas  | 120º               |
| 18                     | Fabio Sabatini         | 117º                   | 98                         | Michael Rogers             | 16º                        | 178                | Andrew Talansky       | 10º                |
| 19                     | Brian Vandborg         | 155º                   | 99                         | Matteo Tosatto             | 92º                        | 179                | Christian Vande Velde | R 7ª               |
| Lotto-Belisol Team     | Lotto-Belisol Team     | Lotto-Belisol Team     | Katusha Team               | Katusha Team               | Katusha Team               | Orica-GreenEDGE    | Orica-GreenEDGE       | Orica-GreenEDGE    |
| 21                     | Jurgen Van Den Broeck  | NP 6ª                  | 101                        | Joaquim Rodríguez          | 3º                         | 181                | Simon Gerrans         | 80º                |
| 22                     | Lars Bak               | 108º                   | 102                        | Pavel Brutt                | 110º                       | 182                | Michael Albasini      | 86º                |
| 23                     | Bart De Clercq         | 38º                    | 103                        | Alexander Kristoff         | 147º                       | 183                | Simon Clarke          | 68º                |
| 24                     | André Greipel          | 129º                   | 104                        | Aljaksandr Kučynski        | 141º                       | 184                | Matthew Goss          | 152º               |
| 25                     | Adam Hansen            | 72º                    | 105                        | Alberto Losada             | 109º                       | 185                | Daryl Impey           | 74º                |
| 26                     | Greg Henderson         | 162º                   | 106                        | Daniel Moreno              | 17º                        | 186                | Brett Lancaster       | 154º               |
| 27                     | Jürgen Roelandts       | 160º                   | 107                        | Gatis Smukulis             | 119º                       | 187                | Cameron Meyer         | 130º               |
| 28                     | Marcel Sieberg         | R 19ª                  | 108                        | Jurij Trofimov             | 51º                        | 188                | Stuart O'Grady        | 161º               |
| 29                     | Frederik Willems       | 163º                   | 109                        | Ėduard Vorganov            | 48º                        | 189                | Svein Tuft            | 169º               |
| BMC Racing Team        | BMC Racing Team        | BMC Racing Team        | Euskaltel-Euskadi          | Euskaltel-Euskadi          | Euskaltel-Euskadi          | Team Argos-Shimano | Team Argos-Shimano    | Team Argos-Shimano |
| 31                     | Cadel Evans            | 39º                    | 111                        | Igor Antón                 | 23º                        | 191                | John Degenkolb        | 121º               |
| 32                     | Brent Bookwalter       | 91º                    | 112                        | Mikel Astarloza            | 42º                        | 192                | Roy Curvers           | 145º               |
| 33                     | Marcus Burghardt       | 98º                    | 113                        | Gorka Izagirre             | NP 17ª                     | 193                | Koen de Kort          | 138º               |
| 34                     | Philippe Gilbert       | 62º                    | 114                        | Jon Izagirre               | 69º                        | 194                | Tom Dumoulin          | 41º                |
| 35                     | Amaël Moinard          | 56º                    | 115                        | Juan José Lobato           | 165º                       | 195                | Johannes Fröhlinger   | 146º               |
| 36                     | Steve Morabito         | 35º                    | 116                        | Mikel Nieve                | 12º                        | 196                | Simon Geschke         | 75º                |
| 37                     | Manuel Quinziato       | 85º                    | 117                        | Juan José Oroz             | 78º                        | 197                | Marcel Kittel         | 166º               |
| 38                     | Michael Schär          | NP 9ª                  | 118                        | Rubén Pérez                | 139º                       | 198                | Albert Timmer         | 164º               |
| 39                     | Tejay van Garderen     | 45º                    | 119                        | Romain Sicard              | 122º                       | 199                | Tom Veelers           | R 19ª              |
| RadioShack-Leopard     | RadioShack-Leopard     | RadioShack-Leopard     | Movistar Team              | Movistar Team              | Movistar Team              | Vacansoleil-DCM    | Vacansoleil-DCM       | Vacansoleil-DCM    |
| 41                     | Andy Schleck           | 20º                    | 121                        | Alejandro Valverde         | 8º                         | 201                | Wout Poels            | 28º                |
| 42                     | Jan Bakelants          | 18º                    | 122                        | Andrey Amador              | 54º                        | 202                | Kris Boeckmans        | R 19ª              |
| 43                     | Laurent Didier         | 53º                    | 123                        | Jonathan Castroviejo       | 97º                        | 203                | Thomas De Gendt       | 96º                |
| 44                     | Tony Gallopin          | 58º                    | 124                        | Rui Alberto Faria da Costa | 27º                        | 204                | Juan Antonio Flecha   | 93º                |
| 45                     | Markel Irizar          | 103º                   | 125                        | Imanol Erviti              | 118º                       | 205                | Johnny Hoogerland     | 101º               |
| 46                     | Andreas Klöden         | 30º                    | 126                        | José Iván Gutiérrez        | R 9ª                       | 206                | Sergej Lagutin        | 83º                |
| 47                     | Maxime Monfort         | 14º                    | 127                        | Rubén Plaza                | 47º                        | 207                | Boy van Poppel        | 144º               |
| 48                     | Jens Voigt             | 67º                    | 128                        | Nairo Quintana             | 2º                         | 208                | Danny van Poppel      | NP 16ª             |
| 49                     | Haimar Zubeldia        | 36º                    | 129                        | José Joaquín Rojas         | 78º                        | 209                | Lieuwe Westra         | R 21ª              |
| Team Europcar          | Team Europcar          | Team Europcar          | Cofidis, Solutions Credits | Cofidis, Solutions Credits | Cofidis, Solutions Credits | Sojasun            | Sojasun               | Sojasun            |
| 51                     | Pierre Rolland         | 24º                    | 131                        | Rein Taaramäe              | 102º                       | 211                | Brice Feillu          | 104º               |
| 52                     | Yukiya Arashiro        | 99º                    | 132                        | Yoann Bagot                | R 3ª                       | 212                | Anthony Delaplace     | 89º                |
| 53                     | Jérôme Cousin          | 156º                   | 133                        | Jérôme Coppel              | 63º                        | 213                | Julien El Fares       | 81º                |
| 54                     | Cyril Gautier          | 32º                    | 134                        | Egoitz García              | 115º                       | 214                | Jonathan Hivert       | 151º               |
| 55                     | Yohann Gène            | 158º                   | 135                        | Christophe Le Mével        | R 19ª                      | 215                | Cyril Lemoine         | 112º               |
| 56                     | Davide Malacarne       | 49º                    | 136                        | Guillaume Levarlet         | 61º                        | 216                | Jean-Marc Marino      | 116º               |
| 57                     | Kévin Réza             | 134º                   | 137                        | Luis Ángel Maté            | 88º                        | 217                | Maxime Mederel        | 52º                |
| 58                     | David Veilleux         | 123º                   | 138                        | Rudy Molard                | 73º                        | 218                | Julien Simon          | 87º                |
| 59                     | Thomas Voeckler        | 65º                    | 139                        | Daniel Navarro             | 9º                         | 219                | Alexis Vuillermoz     | 46º                |
| Astana Pro Team        | Astana Pro Team        | Astana Pro Team        | Lampre-Merida              | Lampre-Merida              | Lampre-Merida              |                    |                       |                    |
| 61                     | Janez Brajkovič        | NP 7ª                  | 141                        | Damiano Cunego             | 55º                        |                    |                       |                    |
| 62                     | Asan Bazaev            | 168º                   | 142                        | Matteo Bono                | R 8ª                       |                    |                       |                    |
| 63                     | Jakob Fuglsang         | 7º                     | 143                        | Davide Cimolai             | 137º                       |                    |                       |                    |
| 64                     | Enrico Gasparotto      | 95º                    | 144                        | Elia Favilli               | 128º                       |                    |                       |                    |
| 65                     | Francesco Gavazzi      | 84º                    | 145                        | Roberto Ferrari            | 157º                       |                    |                       |                    |
| 66                     | Andrej Kašečkin        | R 3ª                   | 146                        | Adriano Malori             | R 7ª                       |                    |                       |                    |
| 67                     | Fredrik Kessiakoff     | R 6ª                   | 147                        | Manuele Mori               | 76º                        |                    |                       |                    |
| 68                     | Aleksej Lucenko        | R 18ª                  | 148                        | Przemysław Niemiec         | 57º                        |                    |                       |                    |
| 69                     | Dmitrij Murav'ëv       | 167º                   | 149                        | José Serpa                 | 21º                        |                    |                       |                    |
| FDJ.fr                 | FDJ.fr                 | FDJ.fr                 | Omega Pharma-Quickstep     | Omega Pharma-Quickstep     | Omega Pharma-Quickstep     |                    |                       |                    |
| 71                     | Thibaut Pinot          | NP 16ª                 | 151                        | Mark Cavendish             | 148º                       |                    |                       |                    |
| 72                     | William Bonnet         | R 18ª                  | 152                        | Sylvain Chavanel           | 31º                        |                    |                       |                    |
| 73                     | Nacer Bouhanni         | R 6ª                   | 153                        | Michał Kwiatkowski         | 11º                        |                    |                       |                    |
| 74                     | Pierrick Fédrigo       | 59º                    | 154                        | Tony Martin                | 106º                       |                    |                       |                    |
| 75                     | Murilo Fischer         | 133º                   | 155                        | Jérôme Pineau              | 159º                       |                    |                       |                    |
| 76                     | Alexandre Geniez       | 44º                    | 156                        | Gert Steegmans             | 153º                       |                    |                       |                    |
| 77                     | Arnold Jeannesson      | 29º                    | 157                        | Niki Terpstra              | 149º                       |                    |                       |                    |
| 78                     | Jérémy Roy             | 126º                   | 158                        | Matteo Trentin             | 142º                       |                    |                       |                    |
| 79                     | Arthur Vichot          | 66º                    | 159                        | Peter Velits               | 25º                        |                    |                       |                    |

## Corridori per nazionalità
| Numero ciclisti | Nazione                                                                                              |
| --------------- | --- |
| 42              | Francia                                                                                              |
| 27              | Spagna                                                                                               |
| 18              | Italia                                                                                               |
| 17              | Paesi Bassi                                                                                          |
| 12              | Belgio                                                                                               |
| 11              | Australia                                                                                            |
| 10              | Germania                                                                                             |
| 6               | Regno Unito, Stati Uniti                                                                             |
| 4               | Kazakistan                                                                                           |
| 3               | Canada, Danimarca, Norvegia, Polonia, Russia, Bielorussia, Svizzera                                  |
| 2               | Colombia, Irlanda, Lussemburgo, Nuova Zelanda, Portogallo, Slovenia, Slovacchia                      |
| 1               | Brasile, Costa Rica, Estonia, Giappone, Lettonia, Lituania, Uzbekistan, Rep. Ceca, Sudafrica, Svezia |